# HUS Marienwerder
HUS Marienwerder was een Duitse militaire voetbalclub uit Marienwerder, dat na de Tweede Wereldoorlog door Polen werd ingelijfd en nu Kwidzyn heet.

## Geschiedenis
De club werd op 1 januari 1941 opgericht. In 1941/42 speelde de club in de Gauliga Danzig-Westpreußen. HUS werd met één punt voorsprong op SV Neufahrwasser kampioen en plaatste zich zo voor de eindronde om de Duitse landstitel. Daar werd duidelijk dat het voetbal in Danzig-West-Pruisen van een lager niveau was dan de rest van het Derde Rijk. De club trof in de eerste ronde VfB Königsberg, zelf een van de zwakkere clubs, en verloor met zware 1-7 cijfers. De club nam ook deel aan de Tschammerpokal en verloor daar in de eerste ronde van Luftwaffen-SV Stettin.
De club startte nog in het volgende seizoen, maar toen vele spelers nodig waren om te vechten aan het front trok de club zich in december 1942 terug uit de competitie.
Na de Tweede Wereldoorlog werd Marienwerder afgestaan aan Polen en het team werd ontbonden.

## Erelijst
Gauliga Danzig-Westpreußen
1942